# Cecilia Deganutti
Cecilia Agnese Deganutti (Udine, 26 ottobre 1914 – Trieste, 4 aprile 1945) è stata una partigiana italiana, medaglia d'oro al valor militare alla memoria per il suo eroismo e per il suo altruismo e medaglia d'oro della Croce Rossa italiana.

## Biografia

### Prima dell’impegno partigiano

#### Famiglia
Cecilia Deganutti nacque in una famiglia di semplici costumi, all'antica, guidata da forti valori spirituali, dove le venne data una educazione impostata su sacrificio, senso del dovere, religione e studio.

#### Prima guerra mondiale
Durante la prima guerra mondiale la famiglia di Cecilia, composta dalla madre, dalla nonna e da quattro bambini (il padre era al fronte) fu costretta a lasciare la propria abitazione. Durante il viaggio la famiglia prese un treno che fu fermato nella campagna da un bombardamento. Cecilia, ancora bambina, raccontò in seguito l’evento, dicendo: “i tedeschi hanno ucciso il treno”.

#### Intermezzo tra le guerre
Finita la guerra, la famiglia ritornò nella propria abitazione e si impegnò nella ricostruzione e nella riparazione dei danni subiti. Intanto Cecilia continuò gli studi e, dopo aver ottenuto il diploma presso l’Istituto magistrale arcivescovile di Udine, insegnò per un periodo presso alcune scuole elementari della provincia.

#### Inizio della seconda guerra mondiale
Quella pace instabile finì nel 1940 con lo scoppio della seconda guerra mondiale.
Ben presto, a causa delle difficilissime condizioni del paese e delle grandi sofferenze dovute alla guerra, sentì il dovere morale di impegnarsi per rendersi utile agli altri in maniera più concreta. Fu così che nel 1942 iniziò, assieme alla sorella Lorenzina, la frequentazione di un corso, che durò due anni, per prestare servizio nella Croce Rossa Italiana (CRI) come infermiera volontaria.

#### Inizio della Resistenza
Dopo l’8 settembre 1943, i primi gruppi partigiani si adunarono sulle montagne e colline del Friuli ed ebbe inizio la lotta della Resistenza. 
In quello stesso periodo, Cecilia prestò servizio come crocerossina nel centro della CRI situato presso la stazione ferroviaria di Udine. Qui passavano i convogli dei militari italiani diretti nei campi di concentramento tedeschi e quelli degli ebrei e dei politici destinati ai lager nazisti. Fu qui che iniziò la sua prima attività di assistenza ai deportati. Durante questo periodo, quando ve ne fu l’occasione, Cecilia cercò anche di farne fuggire qualcuno.
Inoltre Cecilia operò tra i partigiani feriti nascosti in case private, facendo da spola all'ospedale di Udine, dove veniva rifornita di materiale medico. Verso la fine del ‘43, per giustificare le insolite assenze da casa, Cecilia disse: “Si tratta di un’opera di carità”.

### Coinvolgimento nella Resistenza
Grazie a questa sua attività entrò in contatto con “Giustina”, nome di copertura di Lucilla Muratti, e con don Giorgio Vale e don Albino Perosa del Tempio Ossario. In quel periodo il Tempio Ossario di Udine divenne un centro di aiuto per i ricercati, per i feriti ed i malati e per le popolazioni della Carnia, che vivevano in condizioni drammatiche di miseria e fame. Nel giugno del 1944 “Giustina” e don Vale introdussero Cecilia alla Resistenza. Fu arruolata nella Brigata “Miglioranza”, in cui entrò a far parte con i nomi di copertura di “Giovanna d’Arco” e “Rita”. Cecilia lavorò anche nel pronto soccorso per i feriti da bombardamento della CRI presso le scuole di via Magrini. L’impegno di Cecilia nella Resistenza divenne sempre più intenso. Facilitata dal suo lavoro nella CRI, Cecilia fu incaricata di portare messaggi per conto del quartier generale dell’Italia libera.
Cecilia non imbracciò mai un'arma.

#### Coinvolgimento in missioni ad alto rischio
Entrò a far parte, prima, della missione “Marco”, comandata dal tenente dell’aviazione Carlo Alberto de Felici e, in seguito, della missione italo-inglese denominata “Patriot”, comandata dal triestino Vinicio Lago detto “Fabio”, o “Sergio”, o “Enzo”. Esisteva, infatti, un canale informativo tra partigiani ed Alleati. In particolare, l’Intelligence Service inglese aveva inserito fra i partigiani del Friuli un telegrafista noto come “Mauro”, che lavorava assieme al triestino “Fabio”. In merito, don Giorgio Vale riferì che Cecilia eseguiva il compito più ardito e compromettente dell’informatore, sia portando ordini ed informazioni a vari gruppi partigiani da Udine verso la Bassa Friulana e altrove, sia trasportando materiale di propaganda a Pordenone e Venezia. Inoltre, in famiglia fu vista ricopiare con carta carbone delle carte topografiche militari, che probabilmente venivano consegnate insieme con le notizie a chi di dovere.

#### Arresto di “Mauro”
“Mauro” venne arrestato in flagrante mentre trasmetteva informazioni e gli fu promessa libertà in cambio dell’identità di “Fabio”. “Mauro” scelse il tradimento e organizzò un incontro con “Fabio” e Cecilia fu incaricata di fare da ponte tra i due.

### Arresto di Cecilia

#### Il tentato arresto di Fabio e Cecilia
Il pomeriggio del 6 gennaio 1945, in un drammatico colloquio avvenuto in un Bar Cotterli, “Mauro” avvertì “Fabio” e Cecilia del loro imminente arresto. Erano presenti in borghese due addetti delle SS. Cecilia condusse “Fabio” in una casa di via Sottomonte dove conosceva una via d’uscita attraverso un lucernario, grazie al fatto che in quella stessa casa prestava cure ad un garibaldino ferito. Cecilia riuscì nell'intento e “Fabio” riuscì a scappare.

#### Il ritorno a casa
Cecilia decise di tornare a casa e vi arrivò più tardi del solito, ma prima del coprifuoco. Fu l’ultima serata che passò in famiglia. Sebbene sapesse che sarebbe stata arrestata, non lasciò trapelare alcun turbamento, anzi, come al solito, partecipò agli scherzi con le sorelle. Intanto don Giorgio Vale, venuto a sapere delle intenzioni della Polizia di sicurezza, poco prima del coprifuoco corse a casa di Cecilia ad avvertirla di scappare e nascondersi, perché ormai era stata scoperta. Don Vale tentò di convincere Cecilia ad andarsene, ma lei, consapevole delle potenziali rappresaglie nei confronti dei famigliari, non ne volle sapere di scappare.
(Cecilia Deganutti, citazione riportata da don Giorgio Vale)»
Don Vale, capendo che Cecilia non sarebbe mai fuggita, chiese a Cecilia se avesse qualcosa di compromettente da distruggere. Cecilia additò un vaso sul davanzale, dove don Vale trovò dei documenti falsi. Cecilia non volle che venissero bruciati in casa, perché i familiari non sapevano della sua attività e ne dovevano rimanere ignari. Allora il monsignore li nascose nelle proprie calze e se ne andò. Don Vale fu seguito da qualcuno che gli fischiò. Grazie ad un trucchetto che escogitò, don Vale riuscì ad eludere l’inseguitore e poi a bruciare i documenti che Cecilia gli aveva consegnato.

#### Arresto e fine
Subito dopo il coprifuoco, tre uomini ed una donna del personale in borghese delle SD (Sicherheitsdienst) arrivarono a casa di Cecilia. Mentre tre perquisivano la casa, il capo interrogò brevemente Cecilia. Poi, fu arrestata con l’accusa di spionaggio e la portarono via presso l’albergo “Croce di Malta”, dove si fermarono per motivi di prudenza dettati dal coprifuoco. La mattina dopo fu portata a Udine nelle carceri di via Spalato. Iniziò così il suo calvario. Venne interrogata sul perché avesse ricevuto la visita di un prete alle dieci di sera, ma non parlò. Le fu trovata una piccola immagine di Giovanna d'Arco, che probabilmente utilizzava come tessera di riconoscimento partigiana. Successivamente, fu portata nei sotterranei degli uffici delle SS in piazza Oberdan a Trieste, dove rimase per 40 giorni. Cecilia fu interrogata e torturata con la corrente elettrica e con bastonature che le lesero gravemente l'occhio sinistro, allo scopo di ottenere i nomi dei partecipanti alla Brigata Osoppo. Cecilia non parlò mai. Intanto la famiglia venne tenuta all'oscuro di ogni avvenimento e la loro casa venne sorvegliata notte e giorno. Successivamente venne trasferita al carcere del Coroneo di Trieste, dove rimase per circa un mese. La sorella Lorenzina ebbe l'ultima occasione di vederla e di parlarle da una finestra del carcere del Coroneo. La più grande preoccupazione di Cecilia fu quella di sapere che i famigliari non avessero avuto problemi a causa sua e stessero bene. Il 4 aprile del 1945 fu prelevata assieme ad altri 12 e fu condotta al campo di concentramento presso la risiera di San Sabba, dove fu uccisa. Il corpo venne quindi bruciato nel forno crematorio del campo, all'età di trent'anni.

## Personalità
Cecilia Deganutti era allegra di indole, ma profondamente riflessiva. Spesso i suoi discorsi avevano come tema la giustizia e ne parlava spesso, senza impronte politiche di alcun genere. Particolarmente interessata all'arte, aveva fatto una raccolta di fotografie di capolavori artistici di ogni epoca. Amava la montagna e le escursioni ad ogni stagione. Inoltre, Cecilia era agile e sportiva. Nella famiglia veniva ricordata per essere la più ferma sulle proprie decisioni.